# Carinotetraodon travancoricus
Espèce
Statut de conservation UICN

 VU A2de+3de+4de : Vulnérable
Carinotetraodon travancoricus est une espèce de poissons d'eau douce de la famille des Tetraodontidae.

## Répartition et habitat
Ce poisson est endémique des Ghats occidentaux en Inde et se rencontre dans les zones côtières des États du Kerala et du Sud du Karnataka. Son aire de répartition totale est estimée entre 35 000 et 36 000 km2.
Ces poissons vivent dans le fond des cours d'eau à forte végétation ; ce sont des prédateurs de petits animaux. Contrairement à la plupart des espèces de poissons-globes, on les trouve en grands groupes à l’état sauvage. Ils se reproduisent pendant la majeure partie de l’année, les couples reproducteurs produisent de un à cinq œufs tous les un à quatre jours. La raréfaction de leur habitat et la forte exploitation pour les aquariophiles menacent les populations sauvages de Carinotetraodon travancoricus.[réf. nécessaire]

## Description
Carinotetraodon travancoricus mesure au maximum 35 mm de longueur totale.

## Systématique
Le nom valide complet (avec auteur) de ce taxon est Carinotetraodon travancoricus (Hora & Nair (d), 1941).
L'espèce a été initialement classée dans le genre Tetraodon sous le protonyme Tetraodon travancoricus Hora & Nair, 1941.
Plusieurs noms vernaculaires sont donnés à cette espèce sans qu'ils soient validés par une quelconque autorité. Parmi ces noms communs on trouve :
- Poisson-globe aux pois[4]
- Poisson-globe nain[4]
- Poisson-globe pygmée[4]
- Tétraodon malabar nain[5]
- Tétraodon nain[6]

Carinotetraodon travancoricus a pour synonymes :
- Monotreta travancoricus (Hora & Nair, 1941)
- Tetraodon travancoricus Hora & Nair, 1941

### Étymologie
Son épithète spécifique, composée de travancor[e] et du suffixe latin -icus, « appartenant à », lui a été donnée en référence à sa localité type, Travancore (un ancien royaume situé à cheval sur les États actuels du Kerala et du Tamil Nadu).

### Publication originale
- (en) Sunder Lal Hora et K. K. Nair, « Notes on fishes in the Indian Museum. XLI. New records of freshwater fish from Travancore », Records of the Indian Museum, Calcutta, vol. 43, no 3,‎ 1941, p. 387-393 (ISSN 0375-099X).